# Kamikaze (canción de Amaral)
«Kamikaze» es el primer sencillo del quinto trabajo discográfico de los españoles Amaral. Se dio a conocer a mediados del mes de abril de 2008.
Grabado en Londres, Nueva York y Madrid, y perteneciente al disco Gato negro, Kamikaze ha sido #1 en las cadenas de radio en España.

## Videoclip
El videoclip de Kamikaze fue rodado el 29 de abril de 2008 en Madrid. Se presenta en un formato simple, mostrando espejos y un caleidoscopio, con Eva, Juan y la banda tocando la canción.

## Posiciones
| Posición | 11 | 12 | 13 | 17 | 13 | 14 | 13 | 14 | 12 | 14 | 17 | 20* | 17 |

- Consigue disco de oro en descargas digitales.

- Datos: Q5957799